# Chou I-fan
Chou I-fan ( výslovnost, čínsky pchin-jinem Hóu Yìfán, znaky zjednodušené 侯逸凡, * 27. února 1994, Sing-chua, Ťiang-su) je čínská šachistka, mistryně světa v šachu z let 2010 až 2012, 2013 až 2015 a 2016 až 2017. Po Bykovové a Sie Ťün byla třetí ženou, která dokázala titul znovu získat poté, co jej ztratila.

## Tituly
V roce 2007 získala titul mezinárodní velmistryně (WGM) a v roce 2009 titul velmistra (GM).

## Soutěže jednotlivkyň
Čtyřikrát vyhrála Mistrovství světa v šachu žen 2010, 2011, 2013 a 2016.

## Soutěže družstev
Je trojnásobná stříbrná medailistka ze šachové olympiády žen s družstvem ČLR z let 2010, 2012 a 2014 a navíc držitelka bronzu z roku 2006.

## Šachové olympiády žen
Na pěti šachových olympiádách žen získala celkem 40 bodů ze 53 partií.
| Rok  | Olympiáda | Místo           | Deska | ELO  | Počet bodů | Odehráno partií | pořadí na šachovnici | pořadí družstvo |
| ---- | --------- | --------------- | ----- | ---- | ---------- | --------------- | -------------------- | --------------- |
| 2006 | 37.       | Turín           | 4.    | 2298 | 11,0       | 13              | 2.                   | 3.              |
| 2008 | 38.       | Drážďany        | 1.    | 2578 | 7,5        | 11              | 3.                   | 8.              |
| 2010 | 39.       | Chanty-Mansijsk | 1.    | 2578 | 8,0        | 11              | 3.                   | 2.              |
| 2012 | 40.       | Istanbul        | 1.    | 2599 | 6,5        | 9               | 1.                   | 2.              |
| 2014 | 41.       | Tromsø          | 1.    | 2661 | 7,0        | 9               | 2.                   | 2.              |